# Porroglossum porphyreum
Porroglossum porphyreum är en orkidéart som beskrevs av G.Merino, A.Doucette och Franco Pupulin. Porroglossum porphyreum ingår i släktet Porroglossum och familjen orkidéer. Inga underarter finns listade i Catalogue of Life.